# Notolister sulcicollis
Notolister sulcicollis är en skalbaggsart som beskrevs av Lewis 1895. Notolister sulcicollis ingår i släktet Notolister och familjen stumpbaggar. Inga underarter finns listade i Catalogue of Life.